# چانگان سی‌اس۳۵
چانگان سی‌اس۳۵ محصولی از شرکت چانگان موتورز است که در ایران توسط سایپا از سال ۱۳۹۴ تا ۱۳۹۸ مونتاژ می‌شد. چانگان سی‌اس۳۵ از نخستین خودروهای شاسی‌بلند شرکت چینی چانگان است، این خودرو در ابتدا در قالب طرحی مفهومی موسوم به چانگان اس‌یووی در نمایشگاه خودروی فرانکفورت ۲۰۱۱ به نمایش گذاشته شد و از نسخهٔ تجاری آن در نمایشگاه خودروی پکن ۲۰۱۲ رونمایی شد. این خودرو در نهایت در ماه اکتبر سال ۲۰۱۲ به‌صورت رسمی روانهٔ بازار چین شد و در سال ۲۰۱۷ نمونهٔ فیس‌لیفت این خودرو معرفی شد.
سی‌اس۳۵ در نمایشگاه اتومبیل پکن ۲۰۱۲ با قیمت ۶۸٫۹۰۰ یوان تا ۸۶٫۹۰۰ یوان معرفی شد و عرضه رسمی آن به بازار از اکتبر ۲۰۱۲ آغاز شد. این خودرو قبلاً در مرحله توسعه با نام چانگان اس۱۰۱ شناخته می‌شد، اما این نام از بین رفت و سیستم نامگذاری سی‌اس برای محصولات کراس اوور و اس‌یووی چانگان ایجاد شد و طبق همین سیستم این خودرو سی‌اس۳۵ نام گرفت. سی‌اس۳۵ توسط مرکز طراحی چانگان در تورین ایتالیا طراحی شده‌است. این خودرو نخستین محصول کراس‌اوور چانگان است که بعد از مدل چانگان سی‌اس۱۵ کوچک‌ترین محصول چانگان در این سگمنت است.

## طراحی
طراحی بدنه چانگان سی‌اس۳۵ با کمک طراحان ایتالیایی صورت پذیرفته‌است. این طرح، از سبکی مستقل سود برده است. خطوط سیالی در اقصی نقاط بدنه آن به کار رفته و جلوه‌ای خاص را برای آن مهیا نموده‌است. البته این سبک از طراحی با آنکه هیچ ایراد فاحشی هم بر آن مرتبط نیست و حتی از برخی زوایا نیز زیباست، ولی در کشورمان چندان جا افتاده نیست و برخی از هم‌وطنان آن را نمی‌پسندند؛ و در این میان، بیشترین ایرادی که از آن گرفته شد، مربوط به طول کم این خودرو می‌باشد، اینکه این ایراد تا چه حد درست است بستگی به دیدگاه مشتریان و نیز نظر متخصصان طراحی دارد.
یکی از مهم‌ترین شاخصه‌هایی که می‌تواند هر شخصی را نسبت به خرید خودرویی ترغیب کند، طراحی آن است. چه‌بسا خودرویی با طراحی جذاب و مشخصات فنی نامناسب، به محصولی پرفروش بدل شود؛ از این رو چانگان علاوه بر کیفیت بالای خودرو و سواری لذت بخش این خودرو، وقت و هزینهٔ گزافی صرف ظاهر چانگان سی‌اس۳۵ کرده‌است.

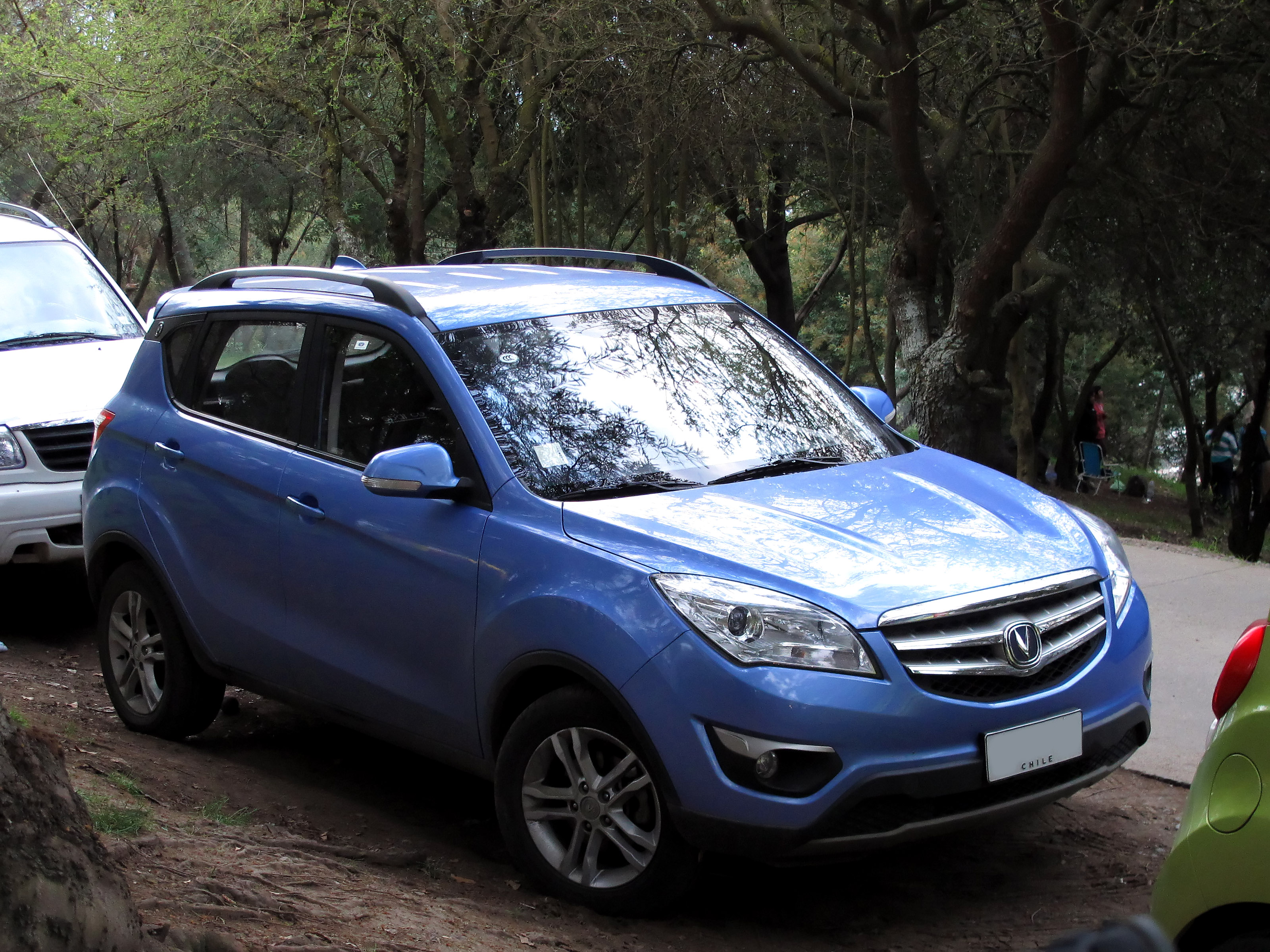
نمای جلوی چانگان سی‌اس۳۵
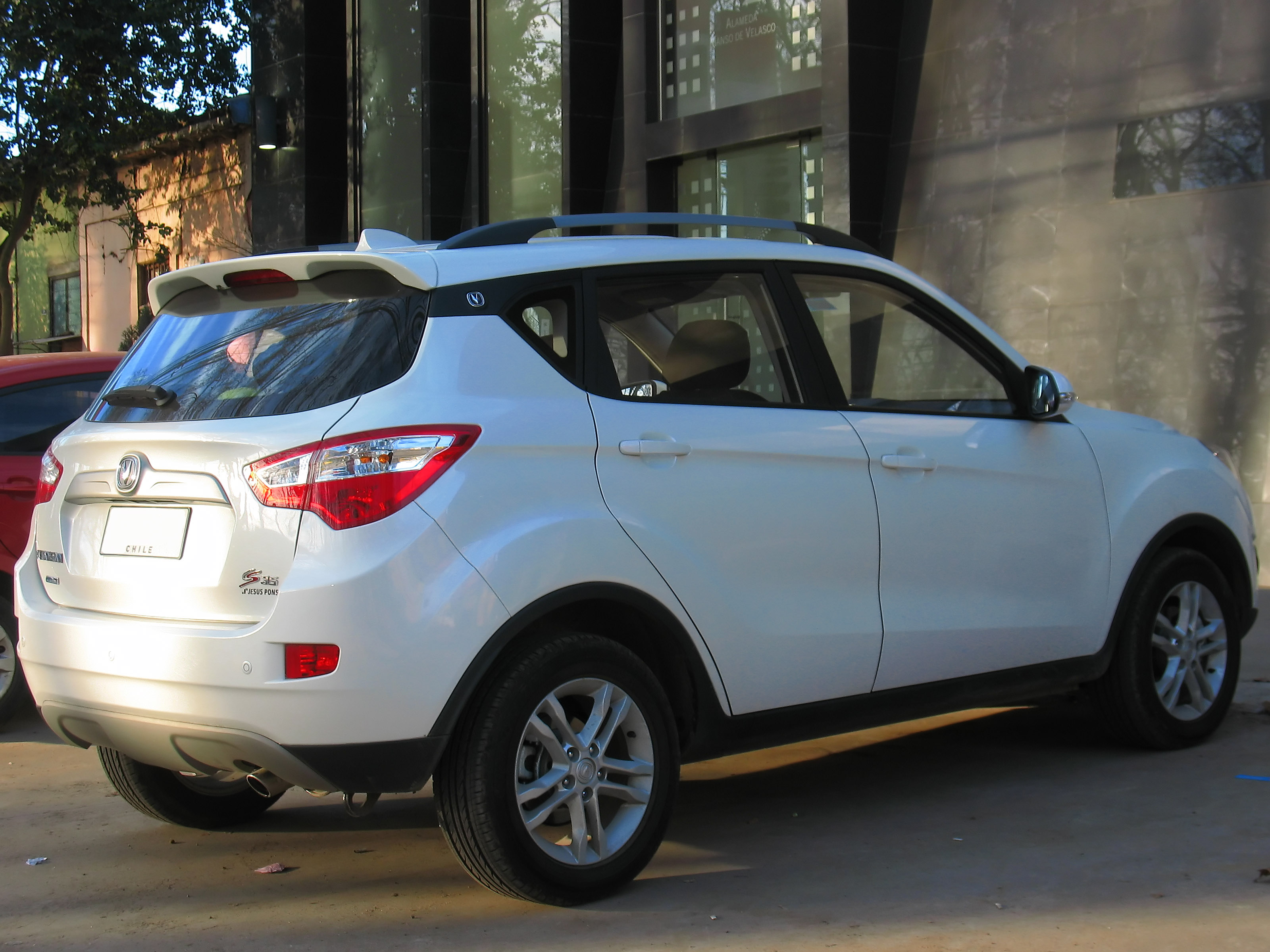
نمای عقب چانگان سی‌اس۳۵

## ویژگی‌های فنی
چانگان سی‌اس۳۵ نیز همانند چانگان ایدو از موتور چهار سیلندر ۱٫۶ لیتری با قوای ۱۲۶ اسب بخار و گشتاور ۱۶۰ نیوتون استفاده می‌کند. البته یک موتور ۱٬۵ لیتری توربو با قدرت ۱۷۴ اسب بخار نیز برای این خودرو وجود دارد که در ایران مدل ۱٬۶ بلوکور مونتاژ می‌شد. برای انتقال نیرو هم گیربکس‌های پنج سرعته دستی یا چهار سرعته خودکار ساخت آیسین سیکی ژاپن که گیربکس‌های تویوتا را نیز می‌سازد قابل انتخاب هستند. برای افزایش قدرت موتور تیونینگی تحت عنوان توربو اکسپندر برای افزایش قدرت موتور استفاده می‌گردد که مکانیزم آن خنک کردن هوای قبل از ورود به موتور است که باعث متراکم شدن هوا و ورود اکسیژن بیشتر به موتور و در نتیجه افزایش قدرت آن می‌شود که نمونه‌های بلوکر از جمله پیشرانهٔ همین خودرو از انواع همین نوع از تیونینگ هستند. تعادل سی‌اس۳۵ نسبت به سایر چینی‌ها در وضعیت بهتری قرار دارد اما کم فرمانی در پیچ‌های لغزنده به شما گوشزد می‌کند که با مراعات بیشتری در مسیرهای پر پیچ و خم پدال گاز را بفشارید. هدف از ساخت سی‌اس۳۵ راحتی عملکرد در مسیرهای شهری بوده، پس بادی رول در پیچ‌ها به خاطر نرمی سیستم تعلیق دور از انتظار نیست.
| تیپ                        | دستی                         | اتوماتیک                     |
| گیربکس                     |                              |                              |
| نوع گیربکس                 | دستی- ۵سرعته                 | اتوماتیک- ۴سرعته             |
| موتور                      |                              |                              |
| تعداد سیلندر - تعداد سوپاپ | ۴ سیلندر خطی - ۱۶ سوپاپ DOHC | ۴ سیلندر خطی - ۱۶ سوپاپ DOHC |
| حجم موتور cc               | ۱۶۰۰ یا 1.6                  | ۱۶۰۰ یا 1.6                  |
| حداکثر قدرت                | 126                          | 126                          |
| حداکثر گشتاور              | 160Nm 4000rmp                | 160Nm 4000rmp                |
| فرمان                      |                              |                              |
| نوع فرمان                  | الکتریکی                     | الکتریکی                     |
| سیستم تعلیق                |                              |                              |
| سیستم تعلیق جلو            | مک فرسون                     | مک فرسون                     |
| سیستم تعلیق عقب            | Trailing Arm                 | Trailing Arm                 |
| ترمز                       |                              |                              |
| جلو                        | دیسکی خنک شونده              | دیسکی خنک شونده              |
| عقب                        | دیسکی                        | دیسکی                        |

## فیس‌لیفت ۲۰۱۷
در سال ۲۰۱۷ نسخهٔ فیس‌لیفت چانگان سی‌اس۳۵ عرضه شد که در آن طراحی چراغ‌های جلو و عقب و همچنین سپرها تغییر یافته بودند. این خودرو با دو موتور ۱٫۵ لیتری توربو و ۱٫۶ لیتری تنفس طبیعی و همچنین ۲ گیربکس ۵ دندهٔ دستی و ۴ دندهٔ خودکار عرضه شد. موتور ۱٫۵ لیتری توربوی این خودرو ۱۵۶ اسب بخار قدرت و ۲۱۰ نیوتن متر گشتاور تولید می‌کند.

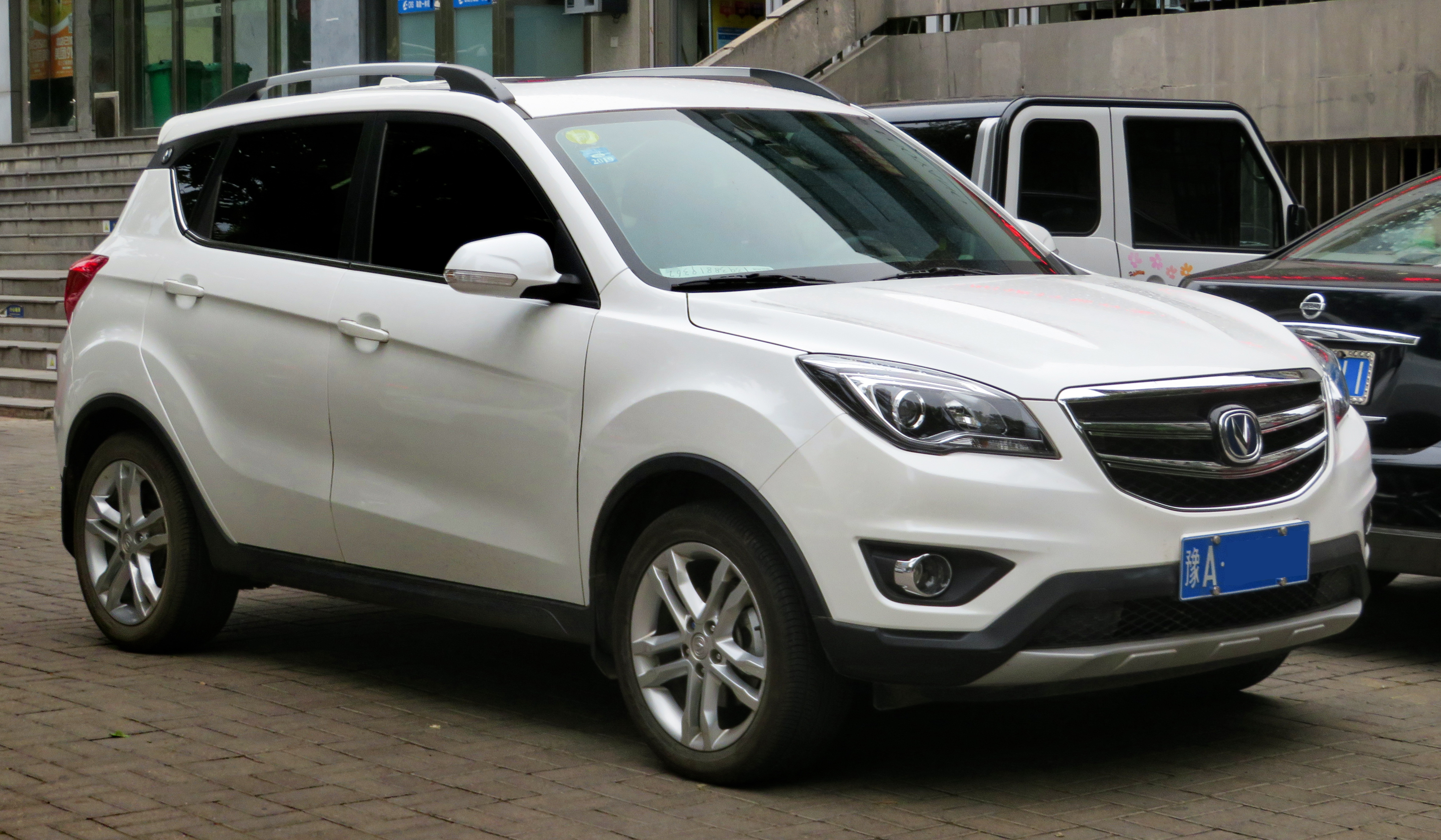
نمای جلوی چانگان سی‌اس۳۵ فیس‌لیفت
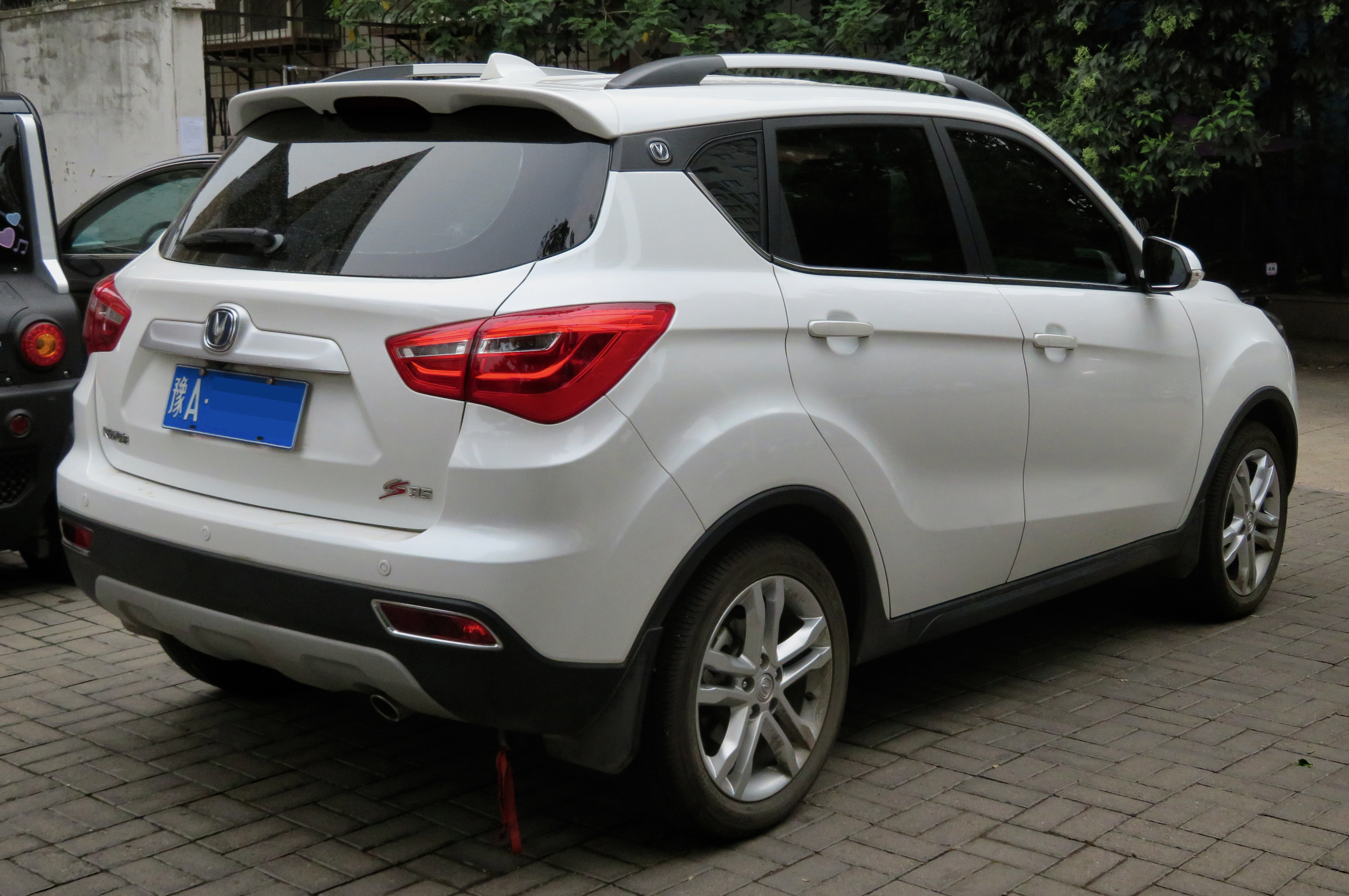
نمای عقب چانگان سی‌اس۳۵ فیس‌لیفت